# Ex officio
Ex officio (på svenska i ämbetet eller å tjänstens vägnar) innebär att någon (exempelvis en myndighet) skall beakta/utföra någonting på eget initiativ, det vill säga utan att någon utomstående begär beaktande/utförande därav. Det innebär att en myndighet som upptäcker ett fel eller ett missförhållande kan börja arbeta för att rätta till det, utan att någon utomstående har gjort en anmälan eller en ansökan. Principen har stor betydelse inom juridiken där det är av yttersta vikt att avgöra om exempelvis domstolen får döma ex officio eller om sak måste initieras av part eller utomstående. Detta har särskilt stor betydelse inom processrätten.
Ex officio innebär också att man genom sitt ämbete per automatik blir tilldelad andra poster eller förtroendeuppdrag. Ett exempel är USA:s vicepresident som genom sitt ämbete automatiskt är talman i USA:s senat och ledamot i styrelsen för Smithsonian Institution. LO:s ordförande är ex officio ledamot av Socialdemokraternas verkställande utskott.